# Juan Bautista Romero y Almenar
Juan Bautista Romero y Almenar, Marqués de San Juan (Valencia 25 de junio de 1807 - 1 de mayo de 1872) fue un comerciante y filántropo español.

## Biografía
Juan Bautista Romero y Almenar nació el 25 de junio de 1807 en Valencia, hijo del segundo matrimonio entre los viudos Tomás Romero, un artesano de la industria de la seda y de Vicenta Almenar. Su familia era de origen modesto.
Se casó joven con Mariana Conchés y Benet en régimen de bienes gananciales, quien también procedía de una familia modesta. Está documentado que "no existen datos de que ni él ni su esposa heredaran nada en absoluto, ni que tampoco aportaran nada a su matrimonio pues ni siquiera hicieron cartas dotales tal como ellos mismos hicieron constar en sus testamentos".
Para los 34 años, Romero había desarrollado una intensa labor comercial e industrial en el negocio de la seda, y era conocido como uno de los mayores contribuyentes valencianos como comerciante sedero. Llegado a ser uno de los principales poseedores de fincas urbanas de Valencia según el padrón de 1866.
Cuando en 1845, su hijo Juan Bautista Romero Conchés, el único que había sobrevivido a la infancia, falleció a los 20 años, mandó construir un gran panteón en el Cementerio de Valencia. Fue considerado el primer panteón de esas características que se construyó en la ciudad.
Durante sus últimos años de vida se dedicó al mecenazgo y la filantropía, donando diversos terrenos de su propiedad y financiando espacios públicos. La reina Isabel II de España, le nombra Marqués de San Juan por sus obras de beneficencia.
Al fallecer dejó establecido en su Testamento que las posesiones y fundaciones bajo su nombre pasaran como legado a la ciudad de Valencia, esto con el objetivo de que su obra perdurara en el tiempo.

## Obras benéficas

### Jardín de Monforte (Hort de Romero)

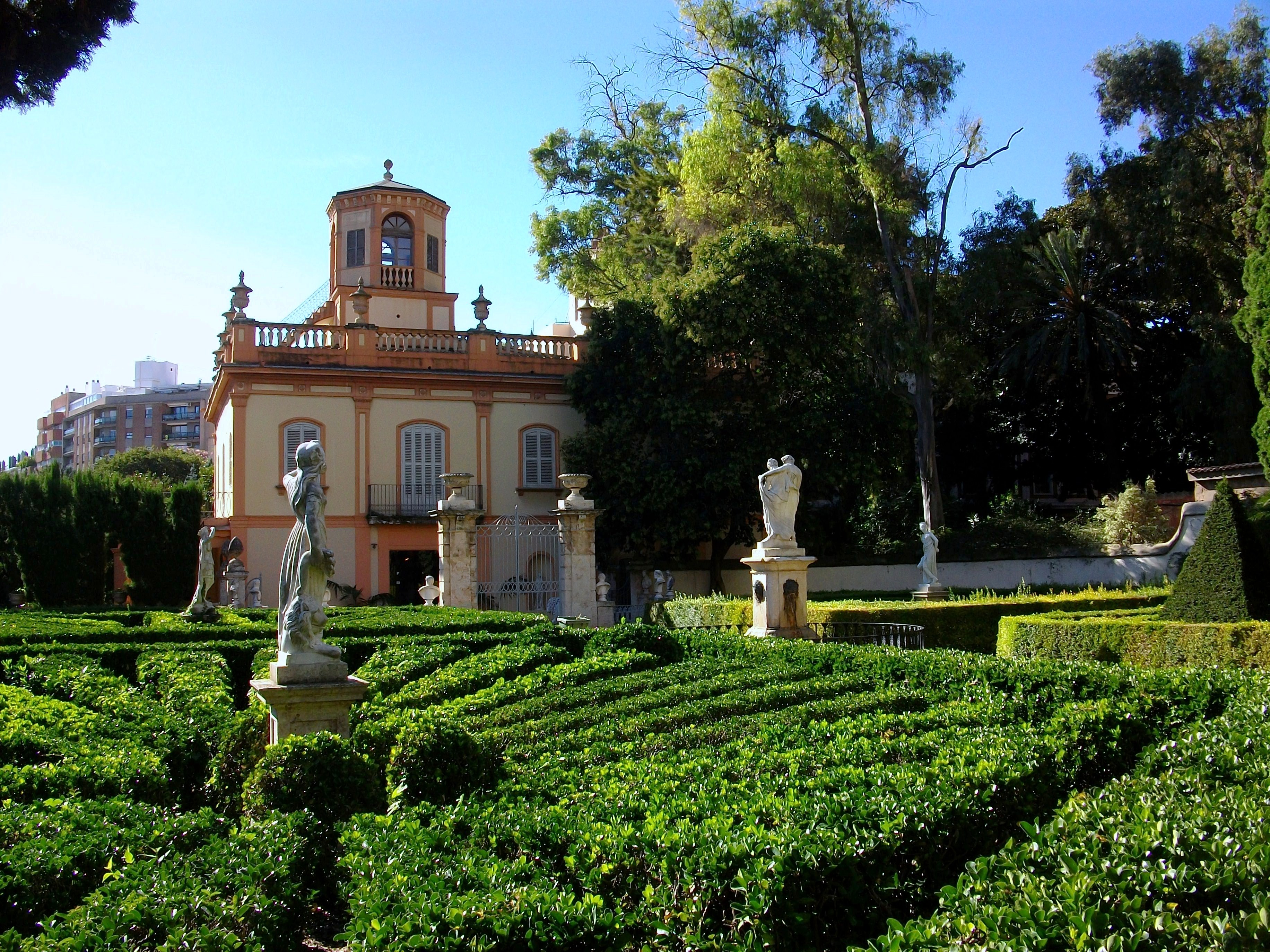
Imagen del Jardín de Monfort, en Valencia. Obra patrocinada por el Marqués de San Juan

El Hort de Romero (hoy llamado Jardín de Monforte) fue un huerto de su propiedad en las afueras de Valencia y su casa solariega. Con una gran inversión económica convirtió el huerto en un Jardín al estilo francés de la época, que fue declarado "Jardín Artístico" en un Decreto de 30 de mayo de 1941. Para decorar este Hort, Romero compró siendo senador vitalicio, varias obras de arte y mandó reemplazar los leones del Palacio de las Cortes de Madrid esculpidos en piedra por los actuales de bronce, de mayor tamaño. 
Su aporte exacto es desconocido, según el testimonio de Francisco Almela y Vives:

"Cuando Romero había invertido medio millón de Ptas en obras y plantaciones renunció a la anotación de sus gastos por lo que se desconoce lo que costó en total".
Jardines Valencianos", Monografías de Valencia Atracción, Arte y Turismo (1945)

Este Jardín es conocido en Valencia como «Jardín de Monforte», pues tras el fallecimiento de los Marqueses y la ejecución de la herencia, sus nuevos propietarios cambiaron el nombre del Jardín por el de su apellido.

### Fundación Asilo de San Juan Bautista
Otra obra de Romero fue la Fundación Asilo de San Juan Bautista, situada en la Calle de Guillém de Castro de Valencia. El que es conocido en Valencia como «Asilo de Romero», una Fundación Benéfica Privada.

### Plaza de Toros de Valencia
Romero donó terrenos para construir la Plaza de Toros de Valencia en su ubicación actual y sufragó todos los trabajos de carpintería que se hicieron en la misma. Todo ello con fines benéficos ya que el fin para el que se construía la Plaza de Toros era el de financiar el Hospital Provincial de Valencia.